# Cottonwood Heights
Cottonwood Heights és una població dels Estats Units a l'estat de Utah. Segons el cens del 2000 tenia 27.569 habitants.

## Demografia
Segons el cens del 2000, Cottonwood Heights tenia 27.569 habitants, 9.439 habitatges, i 7.249 famílies. La densitat de població era de 1.565,4 habitants per km².
Dels 9.439 habitatges en un 36,2% hi vivien nens de menys de 18 anys, en un 63,5% hi vivien parelles casades, en un 9,7% dones solteres, i en un 23,2% no eren unitats familiars. En el 16,1% dels habitatges hi vivien persones soles el 3,1% de les quals corresponia a persones de 65 anys o més que vivien soles. El nombre mitjà de persones vivint en cada habitatge era de 2,92 i el nombre mitjà de persones que vivien en cada família era de 3,31.
Per edats la població es repartia de la següent manera: un 26,4% tenia menys de 18 anys, un 12,6% entre 18 i 24, un 28% entre 25 i 44, un 25,1% de 45 a 60 i un 7,8% 65 anys o més.
L'edat mediana era de 32 anys. Per cada 100 dones de 18 o més anys hi havia 100,5 homes.
La renda mediana per habitatge era de 62.814 $ i la renda mediana per família de 70.083 $. Els homes tenien una renda mediana de 43.114 $ mentre que les dones 31.046 $. La renda per capita de la població era de 26.935 $. Entorn del 2,8% de les famílies i el 3,9% de la població estaven per davall del llindar de pobresa.

## Poblacions més properes
El següent diagrama mostra les poblacions més properes.